# Jom Tob ben Abraham aus Sevilla
Jom Tob ben Abraham aus Sevilla (Jom Tov Asevilli, Akronym Ritba; * 1250; gestorben 1320) war ein spanisch-jüdischer Gelehrter, Talmudist und Religionsphilosoph. 
In seinem Sefer ha-Zikkaron vertritt Jom Tob in der Kontroverse um das religionsphilosophische Projekt des Maimonides – oftmals gegen Nachmanides – insgesamt und in vielen Einzelfragen die Richtigkeit der Darlegungen und Auslegungen im Führer der Unschlüssigen. Er betont indes, dass die Torah auf vielfältige Weise verstanden werden könne und dass die maimonidischen Einlassungen zwar ausnahmslos weise und der Vervollkommnung dienlich seien; er selbst bezieht aber im Einzelnen auch abweichende Positionen, etwa solche von Nachmanides.
Sein Hauptwerk ist eine Sammlung von Kommentaren zum babylonischen Talmud, die – wie ähnliche Vorgängerwerke etwa von Nachmanides – als „Neuerungen“ (Chiddushim) veröffentlicht wurden.